# Mike James (cestista 1990)
Michael Perry James, detto Mike (Portland, 18 agosto 1990), è un cestista statunitense.
Attualmente gioca come professionista nell'AS Monaco. È anche noto per essere stato il primo giocatore nella storia della NBA a passare da un two-way contract ad un regular contract, il tutto senza mai passare dalla NBA G League.
È il miglior marcatore della storia dell’Eurolega.

## Carriera

### Gli inizi
A livello liceale fa parte della Grant High School di Portland, mentre al college gioca per l'Eastern Arizona College e per la Lamar University.

### Carriera internazionale
Nell'agosto 2012, James firma con il KK Zagreb per la stagione 2012-2013. Nel dicembre 2012, lascia Zagabria e firma con l'Hapoel Galil Elyon nella seconda lega del campionato israeliano per il resto della stagione.
Nel luglio 2013, James viene ingaggiato dalla Paffoni Omegna, formazione militante in Divisione Nazionale A Silver ovvero la terza serie del campionato italiano. La squadra chiude la regular season al quarto posto venendo poi eliminata ai quarti di finale dei play-off da Casalpusterlengo. James contribuisce con 22,7 punti di media e 5,2 assist di media in regular season, e 13,5 punti e 2,8 assist durante i play-off.
Nell'agosto 2014, James firma un contratto di un anno con il Kolossos Rodoi in Grecia. Il 2 dicembre 2014 tuttavia lascia la formazione ellenica e si accasa nella Liga ACB spagnola al Laboral Kutxa Baskonia per il resto della stagione, facendo così anche il suo esordio in Eurolega.
Nel luglio 2015, James si aggrega ai Phoenix Suns per la NBA Summer League. Nello stesso mese firma nuovamente con il Baskonia per un'altra stagione. Nel corso di quell'annata, il club basco raggiunge le Final Four di Eurolega, perdendo in semifinale contro il Fenerbahçe.
Il 3 luglio 2016, James firma con il Panathīnaïkos in Grecia per la stagione 2016-2017 e disputa la sua migliore stagione in Eurolega fino a quel momento. Inoltre il Panathinaikos vince sia il titolo di Coppa di Grecia che il campionato greco, competizione in cui James viene anche nominato come giocatore più spettacolare dell'anno.

### Phoenix Suns
Il 3 luglio 2017, James firma con i Phoenix Suns e si unisce alla squadra per la NBA Summer League 2017. Nella Summer League 2017, guida la squadra in punti e assist, con una media di 20,5 punti col 53,8% al tiro e 5,0 assist per partita, oltre a 5,2 rimbalzi e 1,8 rubate in 33,2 minuti a partita per le sei partite giocate dai Suns durante l'evento. 
Il contratto di James con il team era un accordo di affiliazione bidirezionale, il primo nella storia del franchising. Diventa anche il primo giocatore a firmare un two-way contract in NBA dopo aver trascorso diversi anni all'estero in campionati internazionali. James fa il suo debutto nella NBA il 18 ottobre 2017 contro i Portland Trail Blazers, registrando 12 punti quella notte. Durante le sue prime quattro partite della stagione, James registra almeno 10 o più punti con un aumento della produzione al minuto in ogni partita. Nella notte di Halloween, James registra la sua prima partita da 20 punti con 24 punti segnati con quattro recuperi nella vittoria 122-114 contro Brooklyn Nets. Il 26 novembre 2017, segna 26 punti (il suo massimo in carriera) nella sconfitta 119-108 contro i Minnesota Timberwolves. James gioca la sua ultima partita con il suo originale two-way contract il 5 dicembre contro i Toronto Raptors, registrando 10 punti nella sconfitta 126-113.
Il 7 dicembre 2017, il contratto di James con i Suns viene convertito in un contratto regolare di un anno, dopo la rinuncia di Phoenix a Derrick Jones Jr.. Tuttavia, il 23 dicembre 2017, oltre due settimane dopo la firma del suo contratto di un anno, James viene rilasciato dai Suns.

### New Orleans Pelicans
Il 14 gennaio 2018, i New Orleans Pelicans firmano James con un nuovo two-way contract. Il 10 febbraio 2018, viene rilasciato dai Pelicans dopo essere sceso in campo in quattro partite.

### Ritorno al Panathinaikos
Il 13 febbraio 2018, il Panathinaikos annuncia il ritorno di Mike James ad Atene. Inizia la stagione giocando da guardia al fianco di Nick Calathes. Il 22 marzo, James segna il tiro vincente contro il Maccabi Tel Aviv con 5,8 secondi rimasti sul cronometro, terminando la partita con 27 punti.

### Olimpia Milano
Il 13 luglio 2018, l'Olimpia Milano ingaggia James con un contratto pluriennale. A settembre vince con la formazione milanese la Supercoppa Italiana.
Nelle 30 partite della stagione EuroLeague 2018-19, segna una media di 19,8 punti, insieme a 6,8 assist e 3,8 rimbalzi per partita vincendo l'Alphonso Ford Trophy, il titolo assegnato al capocannoniere dell'EuroLeague.

Nonostante la stagione statisticamente eccellente, il nuovo allenatore dell'Olimpia Milano, Ettore Messina, dichiara che Mike James non avrebbe fatto parte dei piani della squadra 2019-2020. 
James e il team italiano alla fine raggiungono un accordo e si separano consensualmente il 29 luglio 2019.

### CSKA Mosca
Il 5 agosto 2019, firma un contratto di un anno con il CSKA Mosca. Il 1 ° giugno 2020 Mike James firma ufficialmente un rinnovo triennale con il club russo. Nel gennaio 2021 la società lo sospende per motivi disciplinari, ma dopo pochi giorni lo reintegra in rosa. Il 4 febbraio 2021 James mette a segno il suo career-high in Eurolega, realizzando 37 punti nella sconfitta sul campo del Valencia, superando di fatto la sua prestazione dell'11 dicembre 2020 quando nel derby di Eurolega vinto contro il Khimki aveva siglato 36 punti (oltre a 9 rimbalzi e 10 assist per un 51 di valutazione).

### Brooklyn Nets
Da maggio a giugno 2021 gioca 13 partite segnando 7,7 punti di media in 18,2 minuti giocati.

### AS Monaco
A settembre 2021 firma per il club del Principato, al debutto in Eurolega, un contratto annuale,a 1,4 milioni di euro, il contratto più ricco nella storia del basket francese.
Il 14 luglio 2022 rinnova il contratto per altri due anni.
Al momento è il miglior marcatore all-time in Eurolega con più di 4.600 punti segnati in poco più di 280 gare disputate.

## Statistiche

### NCAA
| Anno      | Squadra         | PG | PT | MP   | TC%  | 3P%  | TL%  | RP  | AP  | PRP | SP  | PP   |
| --------- | --------------- | -- | -- | ---- | ---- | ---- | ---- | --- | --- | --- | --- | ---- |
| 2010-2011 | Lamar Cardinals | 24 | 2  | 18,4 | 42,0 | 35,7 | 80,0 | 2,4 | 1,8 | 1,1 | 0,1 | 12,5 |
| 2011-2012 | Lamar Cardinals | 32 | 25 | 31,1 | 45,3 | 32,5 | 80,6 | 3,2 | 2,0 | 1,6 | 0,1 | 17,1 |
| Carriera  | Carriera        | 56 | 27 | 25,7 | 44,1 | 33,9 | 80,3 | 2,8 | 1,9 | 1,4 | 0,1 | 15,1 |

#### Massimi in carriera
- Massimo di punti: 52 vs Louisiana Christian (4 gennaio 2011)[1]
- Massimo di rimbalzi: 9 vs McNeese State (10 marzo 2012)
- Massimo di assist: 7 (2 volte)
- Massimo di palle rubate: 5 vs Arkansas State (11 novembre 2011)
- Massimo di stoppate: 1 (7 volte)
- Massimo di minuti giocati: 41 vs Ohio (15 novembre 2011)

### NBA

#### Regular Season
| Anno      | Squadra       | PG | PT | MP   | TC%  | 3P%  | TL%  | RP  | AP  | PRP | SP  | PP   |
| --------- | ------------- | -- | -- | ---- | ---- | ---- | ---- | --- | --- | --- | --- | ---- |
| 2017-2018 | Phoenix Suns  | 32 | 10 | 20,9 | 38,8 | 26,8 | 76,2 | 2,8 | 3,8 | 0,8 | 0,2 | 10,4 |
| 2017-2018 | N.O. Pelicans | 4  | 0  | 4,5  | 22,2 | 0,0  | -    | 0,3 | 1,5 | 0,3 | 0,0 | 1,0  |
| 2020-2021 | Brooklyn Nets | 13 | 1  | 18,2 | 37,0 | 35,5 | 77,8 | 2,5 | 4,2 | 0,5 | 0,1 | 7,7  |
| Carriera  | Carriera      | 49 | 11 | 18,8 | 38,0 | 28,7 | 76,6 | 2,5 | 3,7 | 0,7 | 0,2 | 8,9  |

#### Play-off
| Anno     | Squadra       | PG | PT | MP   | TC%  | 3P%  | TL% | RP  | AP  | PRP | SP  | PP  |
| -------- | ------------- | -- | -- | ---- | ---- | ---- | --- | --- | --- | --- | --- | --- |
| 2021     | Brooklyn Nets | 9  | 0  | 11,4 | 32,6 | 31,3 | -   | 1,8 | 1,3 | 0,2 | 0,0 | 3,7 |
| Carriera | Carriera      | 9  | 0  | 11,4 | 32,6 | 31,3 | -   | 1,8 | 1,3 | 0,2 | 0,0 | 3,7 |

#### Massimi in carriera
- Massimo di punti: 26 vs Minnesota Timberwolves (26 novembre 2017)[2]
- Massimo di rimbalzi: 7 (2 volte)
- Massimo di assist: 8 (4 volte)
- Massimo di palle rubate: 4 vs Brooklyn Nets (31 ottobre 2017)
- Massimo di stoppate: 1 (8 volte)
- Massimo di minuti giocati: 31 vs Miami Heat (8 novembre 2017)

### Eurolega
| Anno      | Squadra        | PG  | PT  | MP   | TC%  | 3P%  | TL%  | RP  | AP  | PRP | SP  | PP    |
| --------- | -------------- | --- | --- | ---- | ---- | ---- | ---- | --- | --- | --- | --- | ----- |
| 2014-2015 | Saski Baskonia | 16  | 6   | 19,2 | 40,4 | 22,2 | 84,4 | 2,4 | 1,9 | 1,1 | 0,0 | 11,1  |
| 2015-2016 | Saski Baskonia | 29  | 0   | 21,2 | 42,4 | 36,8 | 86,4 | 2,6 | 2,7 | 0,6 | 0,1 | 10,0  |
| 2016-2017 | Panathīnaïkos  | 25  | 1   | 22,7 | 49,0 | 34,0 | 68,8 | 2,2 | 3,0 | 0,9 | 0,1 | 13,1  |
| 2017-2018 | Panathīnaïkos  | 12  | 11  | 25,5 | 47,8 | 24,2 | 70,7 | 2,8 | 4,1 | 1,3 | 0,1 | 16,2  |
| 2018-2019 | Olimpia Milano | 30  | 30  | 33,9 | 40,4 | 32,6 | 82,6 | 3,8 | 6,4 | 1,3 | 0,0 | 19,8* |
| 2019-2020 | CSKA Mosca     | 28  | 25  | 28,6 | 44,0 | 42,0 | 83,3 | 3,3 | 4,3 | 0,7 | 0,1 | 21,1  |
| 2020-2021 | CSKA Mosca     | 27  | 16  | 31,2 | 43,0 | 35,4 | 81,4 | 3,1 | 5,7 | 1,0 | 0,1 | 19,3  |
| 2021-2022 | Monaco         | 38  | 32  | 31,2 | 41,1 | 31,3 | 83,3 | 3,2 | 5,8 | 1,2 | 0,1 | 16,4  |
| 2022-2023 | Monaco         | 38  | 38  | 30,4 | 38,2 | 27,3 | 78,3 | 3,7 | 4,4 | 1,0 | 0,0 | 15,9  |
| 2023-2024 | Monaco         | 39  | 39  | 31,7 | 42,7 | 37,2 | 77,2 | 4,1 | 5,1 | 1,2 | 0,1 | 17,9  |
| 2024-2025 | Monaco         | 41  | 41  | 29,3 | 39,7 | 33,0 | 78,9 | 3,0 | 5,8 | 1,1 | 0,0 | 15,9  |
| Carriera  | Carriera       | 323 | 239 | 28,6 | 41,9 | 33,4 | 80,0 | 3,2 | 4,7 | 1,0 | 0,1 | 16,3  |

## Palmarès

### Squadra
- Campionato greco: 2

Panathinaikos: 2016-2017, 2017-2018
- Campionato francese: 2

Monaco: 2022-2023, 2023-2024
- Coppa di Grecia: 1

Panathinaikos: 2016-2017
- Coppa di Francia: 1

Monaco: 2022-2023
- Supercoppa italiana: 1

Olimpia Milano: 2018

### Individuale
- Alphonso Ford Trophy: 1

Olimpia Milano: 2018-2019
- All-Euroleague Second Team: 2

Olimpia Milano: 2018-2019
Monaco: 2022-2023
- All-Euroleague First Team: 2

Monaco: 2021-2022, 2023-2024
- Euroleague MVP: 1

Monaco: 2023-2024
- LNB Pro A MVP finali: 1

Monaco: 2023-2024
- All-25 Euroleague team